# Sarah Franklin
Sarah Franklin (Lake Worth, 27 febbraio 2002) è una pallavolista statunitense, schiacciatrice della Savino Del Bene.

## Carriera

### Club
Muove i primi passi da pallavolista nella formazione scolastica della Lake Worth Community HS, impegnata nei tornei della Florida, dove inizia le scuole superiori con un anno di anticipo; si disimpegna inoltre a livello giovanile, giocando per il Palm Beach Juniors. Dopo il diploma gioca nella lega universitaria NCAA Division I con la Michigan State, dove è di scena per un biennio (2020-2021), dopo il quale approda alla Wisconsin dal 2022 al 2024, ricevendo numerosi riconoscimenti individuali, tra i quali spicca quello di National Player of the Year.
Inizia la sua carriera da professionista partecipando alla League One Volleyball 2025 con la LOVB Madison, mentre nella stagione 2025-26 approda per la prima volta all'estero, disputando la Serie A1 italiana con la Savino Del Bene.

### Nazionale
Nel 2024 debutta in nazionale in occasione della NORCECA Final Six, dove vince la medaglia d'argento.

## Palmarès

### Nazionale (competizioni minori)
- NORCECA Final Six 2024

### Premi individuali
- 2022 - All-America Third Team
- 2023 - National Player of the Year
- 2023 - All-America First Team
- 2023 - NCAA Division I: Madison Regional MVP
- 2024 - All-America First Team
- 2024 - NCAA Division I: Lincoln Regional All-Tournament Team